# 시자무쓰역
시자무스역(중국어: 西佳木斯站)은 헤이룽장성 자무스 시 자오구에 위치한 쑤이자 철도(绥佳铁路)의 철도역이다.  1941년에 4등역으로 개업했다. 이 역은 현재 여객 운송 업무를 처리하지 않는다.

## 인접역

### 중국 국철
- 쑤이자 철로
  - 롄장커우 역 (쑤이화 방면) ← 8km 시자무쓰 역 4km → 자무쓰 역(종착역)